# Archidiecezja bużumburska
Archidiecezja bużumburska (łac. Archidiœcesis Buiumburaensis) – diecezja rzymskokatolicka w Burundi. Powstała w 1959 jako wikariat apostolski Usumbura. W tym samym roku podniesiona do rangi diecezji. Przemianowana na diecezję budżumburską w 1964. Archidiecezja od 2006.

## Główne świątynie
- Archikatedra: Archikatedra Matki Bożej Królowej Świata w Bużumburze

## Biskupi
- Wikariusze apostolscy:
  - Bp Michel Ntuyahaga (1959)
- Biskupi diecezjalni Usumbura: 
  - Bp Michel Ntuyahaga (1959–1964)
- Biskupi diecezjalni:
  - Bp Michel Ntuyahaga (1964–1988)
  - Bp Simon Ntamwana (1988–1997)
  - Bp Evariste Ngoyagoye (1997–2006)
- Arcybiskupi metropolici:
  - Abp Evariste Ngoyagoye (2006–2018)
  - Abp Gervais Banshimiyubusa (od 2018)